# The Restoration
The Restoration è un cortometraggio muto del 1909 scritto e diretto da David W. Griffith.

## Trama
Henry Morley, sofferente di quello che sembra un attacco di ipocondria, cade in un equivoco quando crede che la moglie lo tradisca con Jack che, in realtà, ha dei problemi con la fidanzata Alice. Quando, nel buio vede la coppia allacciata, immagina che la donna sia sua moglie e, in preda all'ira, colpisce Jack che cade a terra come morto. Il medico che cura Jack vorrebbe curare anche Henry, ma questi fugge, convinto che sia il fantasma del morto a perseguitarlo. Il medico escogita un piano per guarire Henry, che ormai sembra sull'orlo di perdere la ragione, facendogli rivivere l'episodio che ha provocato le sue allucinazioni.

## Produzione
Prodotto dalla Biograph Company, il film fu girato a Little Falls, New Jersey.

## Distribuzione
Distribuito dalla Biograph Company, il film - un cortometraggio in una bobina - uscì nelle sale statunitensi l'11 novembre 1909.